# Мантінге
Мантінге (нід. Mantinge) — село в нідерландській провінції Дренте. Входить до муніципалітету Мідден-Дренте.
Його площа становить 0,57 км², а населення станом на 2021 рік складало 200 осіб.
Перша згадка про населений пункт датується 1335 роком.

## Галерея

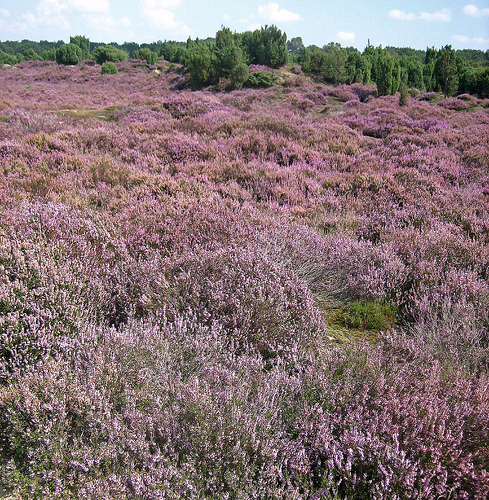
Пустище поблизу села
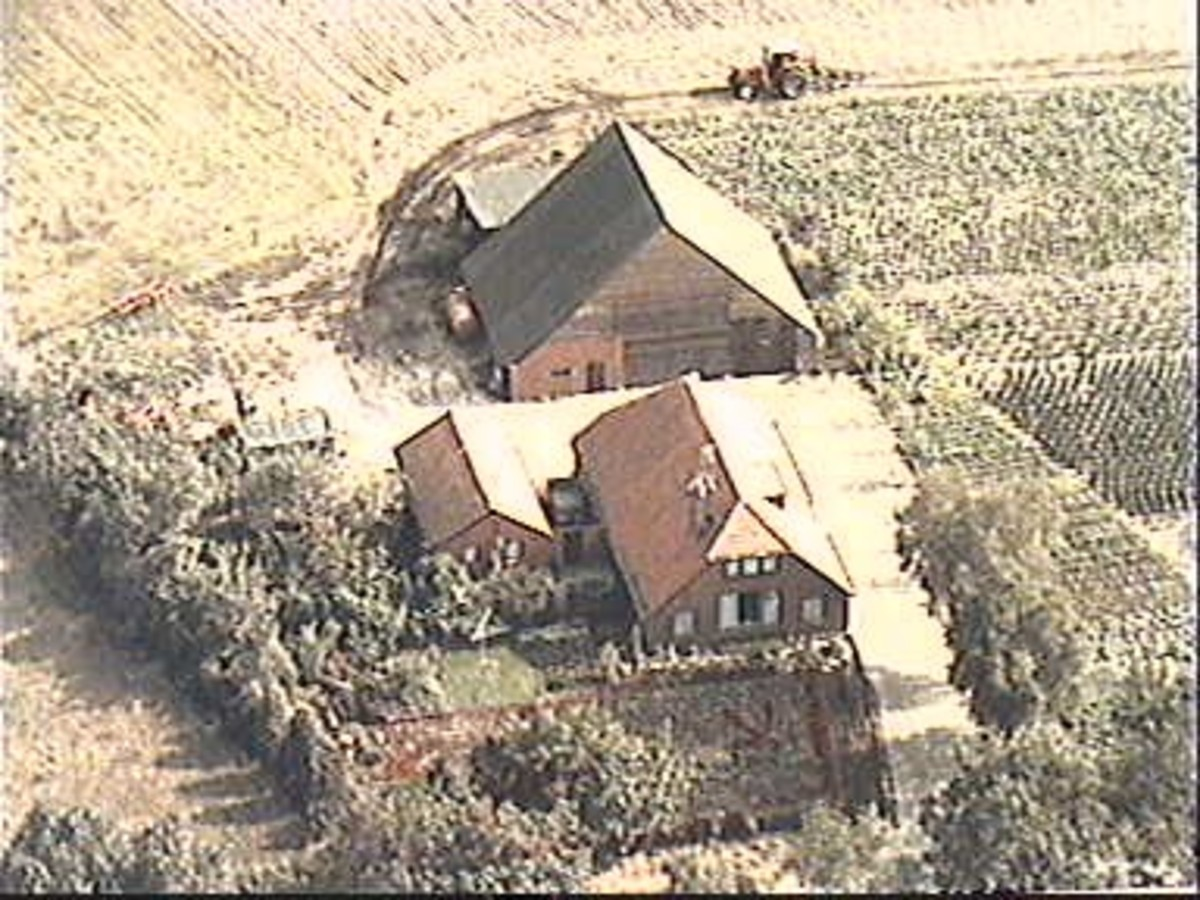
Ферма у Мантінге